# Sierzchowy
Sierzchowy [pronunciación en polaco: /ɕeʂˈxɔvɨ/] es un pueblo ubicado en el distrito administrativo de Gmina Cielądz, dentro del condado de Rawa, Voivodato de Łódź, en el centro de Polonia. Se encuentra a unos 6 kilómetros al suroeste de Cielądz, a 12 kilómetros al sureste de Rawa Mazowiecka, y a 61 kilómetros al este de la capital regional Łódź.

## Personas notable
- Tomasz Arciszewski (1877-1955) - Político socialista polaco, miembro del Partido Socialista Polaco y Primer Ministro del gobierno polaco en el exilio nació en Sierzchowy.